# Brachtendorf
Brachtendorf là một xã thuộc huyện Cochem-Zell, bang Rheinland-Pfalz, Đức. Xã này có diện tích 2,45 ki-lô-mét vuông.